# Thomas Kurialacherry
Thomas Kurialacherry, ou Kurialachery, né le 14 janvier 1873 à Champakulam, au Kerala, en Inde et décédé le 2 juin 1925 à Rome, est un évêque catholique, le premier évêque du diocèse syro-malabar (éparchie) de Changanacherry au Kerala. Il est reconnu vénérable par l'Église catholique.

## Biographie
Thomas Kurialacherry naît le 14 janvier 1873 dans le village de Champakulam, dans la principauté de Travancore (aujourd'hui Kerala), en Inde. Cette bourgade est un centre des chrétiens de saint Thomas, comptant une communauté chrétienne de plus de 1 500 ans.
Il étudie à Rome au collège de la congrégation romaine pour la propagation de la foi. Il reçoit le 27 mai 1899 l'ordination sacerdotale, comme prêtre syro-malabar. De retour en Inde, il est prêtre à Chennamkary, Kavalam, Edathua et à Champakulam. À Edathua, il fonde le 8 décembre 1908 une congrégation religieuse féminine, les « Sœurs de l'Adoration du Saint Sacrement », qui associent la prière contemplative à des tâches éducatives et caritatives. L'institut religieux qu'il a fondé existe encore aujourd'hui.
Le 30 août 1911, Thomas Kurialacherry est nommé vicaire apostolique de l'éparchie syro-malabare de Changanassery (en), avec le titre d'évêque titulaire de Pella (de), par le pape Pie X,. Il est consacré le 3 décembre suivant ; son principal consécrateur est le délégué apostolique en Inde britannique, Mgr Ladislas Michel Zaleski. Il est installé le 15 décembre.
Mgr Kurialacherry est fervent de la dévotion à la Sainte Cène et au Saint Sacrement. Il encourage l'adoration eucharistique dans toutes les paroisses. Pastoralement, il lutte contre les maux sociaux que sont l'analphabétisme, l'alcoolisme, l'injustice sociale et la discrimination à l'égard des femmes. Il oriente dans le sens des mêmes luttes la congrégation féminine qu'il a fondée. En 1922, il fonde le Johannes Berchmans College, qui fait maintenant partie de l'université du Kerala. Chaque année, la « Médaille Kurialacherry » est décernée au meilleur étudiant diplômé de licence.
Le 21 décembre 1923, jour de la Saint Thomas, le pape Pie XI restaure la hiérarchie ecclésiastique propre aux chrétiens de saint Thomas. Le vicariat apostolique de Changanacherry devient un diocèse et, le même jour, Mgr Thomas Kurialacherry devient ainsi le premier évêque du nouveau diocèse de Changanacherry.
En 1925, il se rend à Rome à l'occasion de l'année sainte, et il y meurt inopinément le 2 juin,. Ses restes sont transférés dans la cathédrale de Changanacherry en 1935, où de nombreux pèlerins viennent se recueillir devant la tombe de leur évêque mort en réputation de sainteté. En 14 ans de son épiscopat, il avait écrit pas moins de 113 lettres pastorales.

## Vénération
En réponse à de nombreuses demandes, l'archidiocèse de Changanacherry entame en 1983 la procédure de béatification de son premier évêque. La procédure diocésaine se termine en 1991. Le dossier est alors transmis à Rome, auprès de la Congrégation pour les causes des saints ; Thomas Kurialacherry peut de ce fait être appelé serviteur de Dieu.
Vingt ans après l'introduction de la cause à Rome, le pape Benoît XVI signe le 2 avril 2011 le décret reconnaissant l'héroïcité des vertus de Thomas Kurialacherry, qui est ainsi reconnu « vénérable ».